# Tarnawka (rejon skolski)
Tarnawka (ukr. Тернавка) – wieś na Ukrainie, w rejonie stryjskim (do 2020 roku w rejonie skolskim) obwodu lwowskiego. Wieś liczy 766 mieszkańców.

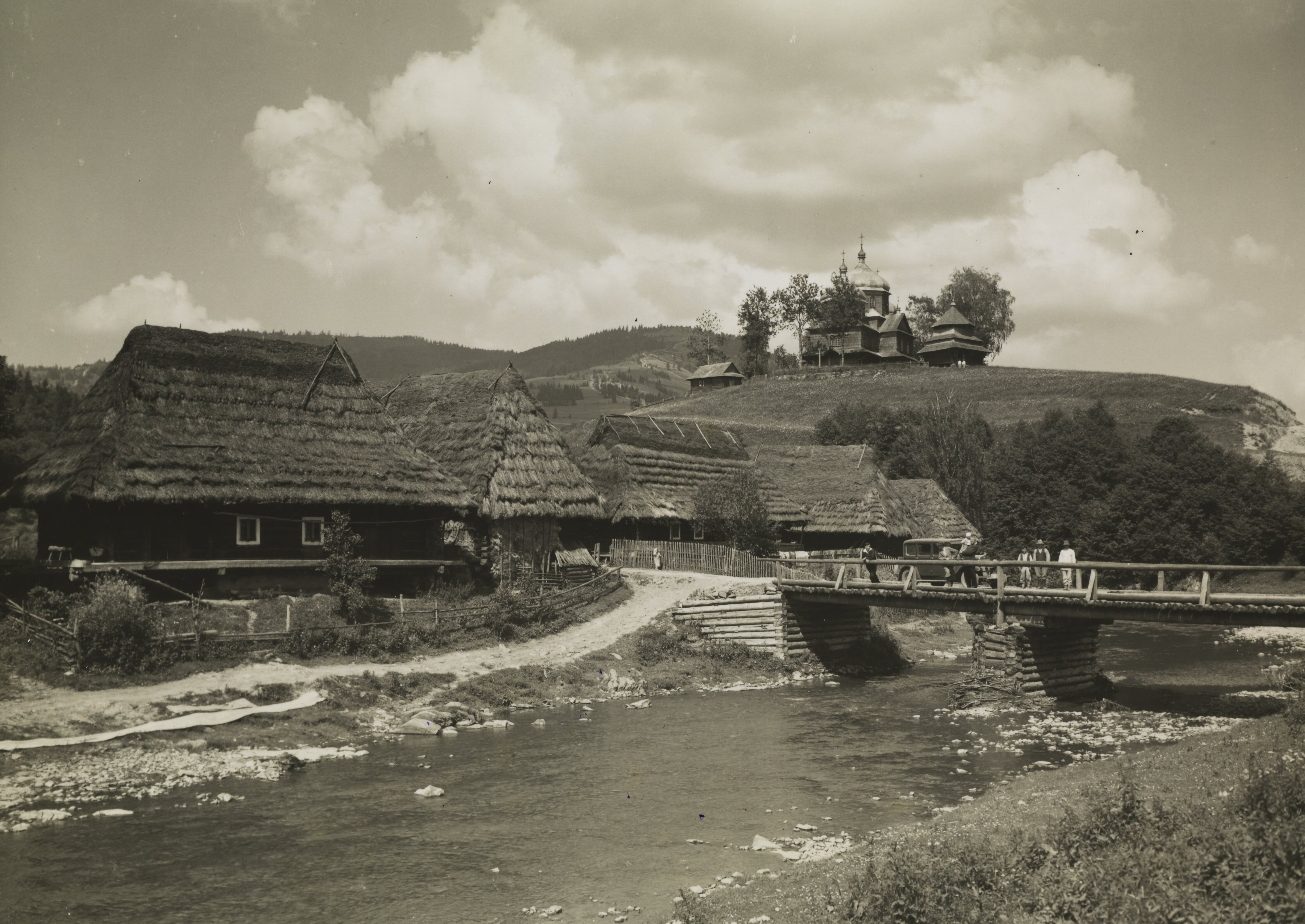
Cerkiew i chaty Bojków, przed 1932

Znajduje tu się przystanek kolejowy Tarnawka, położony na linii Lwów – Stryj – Batiowo.
Prywatna wieś szlachecka, położona w województwie ruskim, w 1739 roku należała do klucza Tuchla Lubomirskich. W II Rzeczypospolitej do 1934 samodzielna gmina jednostkowa, następnie należała do zbiorowej wiejskiej gminy Ławoczne. Początkowo w powiecie skolskim, a od 1932 w powiecie stryjskim w woj. stanisławowskim. 
Po wojnie wieś weszła w struktury administracyjne Związku Radzieckiego.